# Campeonato Mundial de Atletismo de 1983
El I Campeonato Mundial de Atletismo se celebró en Helsinki (Finlandia) entre el 7 y el 14 de agosto de 1983 bajo la organización de la Asociación Internacional de Federaciones de Atletismo y la Federación Finlandesa de Atletismo.
Las competiciones se llevaron a cabo en el Estadio Olímpico de Helsinki. Participaron 1.804 atletas de 191 federaciones nacionales.

## Resultados

### Masculino
| Evento                     | Oro                                                                                | Plata                                                                                   | Bronce                                                                       |
| -------------------------- | ---------------------------------------------------------------------------------- | --------------------------------------------------------------------------------------- | ---------------------------------------------------------------------------- |
| 100 m (08.08).             | Carl Lewis Estados Unidos 10,07 s                                                  | Calvin Smith Estados Unidos 10,21 s                                                     | Emmit King Estados Unidos 10,24 s                                            |
| 200 m (14.08).             | Calvin Smith Estados Unidos 20,14                                                  | Elliot Qwow Estados Unidos 20,41                                                        | Pietro Mennea · Italia · 20,51                                               |
| 400 m (10.08).             | Bert Cameron Jamaica 45,05                                                         | Michael Franks Estados Unidos 45,22                                                     | Sunder Nix Estados Unidos 45,24                                              |
| 800 m (09.08).             | Willi Wülbeck RFA 1:43,65                                                          | Rob Druppers · Países Bajos · 1:44,20                                                   | Joaquim Cruz · Brasil · 1:44,27                                              |
| 1500 m (14.08).            | Steve Cram Reino Unido 3:41,59                                                     | Steve Scott Estados Unidos 3:41,87                                                      | Saïd Aouita Marruecos 3:42,02                                                |
| 5.000 m (14.08).           | Eamonn Coghlan Irlanda 13:28,53                                                    | Werner Schildhauer RDA 13:30,20                                                         | Marti Vainio · Finlandia · 13:30,34                                          |
| 10.000 m (09.08).          | Alberto Cova · Italia · 28:01,04                                                   | Werner Schildhauer RDA 28:01,18                                                         | Hansjörg Kunze RDA 28:01,26                                                  |
| 110 m vallas (12.08).      | Greg Foster Estados Unidos 13,42                                                   | Arto Bryggare · Finlandia · 13,46                                                       | Willie Gault Estados Unidos 13,48                                            |
| 400 m vallas (09.08).      | Edwin Moses Estados Unidos 47,50                                                   | Harald Schmid RFA 48,61                                                                 | Alexandr Karlov URSS 49,03                                                   |
| 3000 m obstáculos (12.08). | Patriz Ilg RFA 8:15,06                                                             | Bogusław Mamiński · Polonia · 8:17,03                                                   | Colin Reitz Reino Unido 8:17,75                                              |
| 20 km marcha (07.08).      | Ernesto Canto · México · 1:20:49                                                   | Jozef Pribilinec Checoslovaquia 1:20:59                                                 | Yevgueni Yevsiukov URSS 1:21:08                                              |
| 50 km marcha (12.08).      | Ronald Weigel RDA 3:43:08                                                          | Josep Marín · España · 3:43:42                                                          | Serguéi Yung URSS 3:49:03                                                    |
| Maratón (14.08).           | Robert de Castella Australia 2:10:03                                               | Kebede Balcha Etiopía 2:10:27                                                           | Waldemar Cierpinski RDA 2:10:37                                              |
| Salto de altura (13.08).   | Gennadi Avdeyenko URSS 2,32 m                                                      | Tyke Peacock Estados Unidos 2,32 m                                                      | Jianhuan Zhu China 2,29 m                                                    |
| Salto con pértiga (14.08). | Serguéi Bubka URSS 5,70                                                            | Konstantin Volkov URSS 5,60                                                             | Atanas Tarev Bulgaria 5,60                                                   |
| Salto de longitud (10.08). | Carl Lewis Estados Unidos 8,55                                                     | Jason Grimes Estados Unidos 8,29                                                        | Mike Conley Estados Unidos 8,12                                              |
| Salto triple (08.08).      | Zdzisław Hoffmann · Polonia · 17,42                                                | Willie Banks Estados Unidos 17,18                                                       | Ajayi Agbebaku Nigeria 17,18                                                 |
| Peso (07.08).              | Edward Sarul · Polonia · 21,39                                                     | Ulf Timmermann RDA 21,16                                                                | Remigius Machura Checoslovaquia 20,98                                        |
| Disco (14.08).             | Imrich Bugár Checoslovaquia 67,72                                                  | Luis Delís · Cuba · 67,36                                                               | Gejza Valent Checoslovaquia 66,08                                            |
| Martillo (09.08).          | Serguéi Litvinov URSS 82,68                                                        | Yuri Sedij URSS 80,94                                                                   | Zdzisław Kwaśny · Polonia · 79,42                                            |
| Jabalina (12.08).          | Detlef Michel RDA 89,48                                                            | Tom Petranoff Estados Unidos 85,60                                                      | Dainis Kula URSS 85,58                                                       |
| 4 × 100 m (10.08).         | Estados Unidos Emmit King Willie Gault Calvin Smith Carl Lewis 37,86               | Italia · Stefano Tilli · Carlo Simionato · Pierfrancesco Pavoni · Pietro Mennea · 38,37 | URSS Andrei Prokófiev Nikolai Sidorov Vladimir Muraviov Viktor Bryzgin 38,41 |
| 4 × 400 m (14.08).         | URSS Serguéi Lovachov Alexandr Troshchilo Nikolai Chernetski Viktor Markin 3:00,79 | RFA Erwin Skamrahl Jörg Vaihinger Harald Schmid Hartmut Weber 3:01,83                   | Reino Unido Ainsley Bennett Garry Cook Todd Bennett Philip Brown 3:03,53     |
| Decatlón (13.08).          | Daley Thompson Reino Unido 8.666 pts.                                              | Jürgen Hingsen RFA 8.561 pts.                                                           | Siegfried Wentz RFA 8.478 pts.                                               |

### Femenino
| Evento                     | Oro                                                                   | Plata                                                                                                 | Bronce                                                                      |
| -------------------------- | --------------------------------------------------------------------- | --- | --------------------------------------------------------------------------- |
| 100 m (08.08).             | Marlies Göhr RDA 10,97 s                                              | Marita Koch RDA 11,02 s                                                                               | Diane Williams Estados Unidos 11.06 s                                       |
| 200 m (14.08).             | Marita Koch RDA 22,13                                                 | Merlene Ottey Jamaica 22,19                                                                           | Kathy Smallwood-Cook Reino Unido 22,37                                      |
| 400 m (10.08).             | Jarmila Kratochvílová Checoslovaquia 47,99 RM                         | Taťána Kocembová Checoslovaquia 48,59                                                                 | Maria Pinigina URSS 49,19                                                   |
| 800 m (09.08).             | Jarmila Kratochvílová Checoslovaquia 1:54,68                          | Liubov Gurina URSS 1:56,11                                                                            | Ekaterina Podkopayeva URSS 1:57,58                                          |
| 1500 m (14.08).            | Mary Decker-Slaney Estados Unidos 4:00,90                             | Zamira Zaitseva URSS 4:01,19                                                                          | Ekaterina Podkopayeva URSS 4:02,25                                          |
| 3000 m (10.08).            | Mary Decker-Slaney Estados Unidos 8:34,62                             | Brigitte Kraus RFA 8:35,11                                                                            | Tatiana Kazankina URSS 8:35,13                                              |
| 100 m vallas (13.08).      | Bettine Jahn RDA 12,35                                                | Kerstin Knabe RDA 12,42                                                                               | Ginka Zagorcheva Bulgaria 12,62                                             |
| 400 m vallas (10.08).      | Ekaterina Fesenko-Grun URSS 54,14                                     | Anna Ambraziene URSS 54,15                                                                            | Ellen Fiedler RDA 54,55                                                     |
| Maratón (07.08).           | Grete Waitz · Noruega · 2:28:09                                       | Marianne Dickerson Estados Unidos 2:31:09                                                             | Raisa Smejnova URSS 2:31:13                                                 |
| Salto de altura (09.08).   | Tamara Bikova URSS 2,01 m                                             | Ulrike Meyfarth RFA 1,99 m                                                                            | Louise Ritter Estados Unidos 1,95 m                                         |
| Salto de longitud (14.08). | Heike Drechsler RDA 7,27                                              | Anişoara Cuşmir · Rumania · 7,15                                                                      | Carol Lewis Estados Unidos 7,04                                             |
| Peso (12.08).              | Helena Fibingerová Checoslovaquia 21,05                               | Helma Knorscheidt RDA 20,70                                                                           | Ilona Slupianek RDA 20,56                                                   |
| Disco (10.08).             | Martina Hellmann RDA 68,94                                            | Galina Murashova URSS 67,44                                                                           | Maria Petkova Bulgaria 66,44                                                |
| Jabalina (13.08).          | Tiina Lillak · Finlandia · 70,82                                      | Fatima Whitbread Reino Unido 69,14                                                                    | Anna Verouli · Grecia · 65,72                                               |
| 4 × 100 m (10.08).         | RDA Silke Gladisch-Möller Marita Koch Ingrid Lange Marlies Göhr 41,76 | Reino Unido Joan Baptiste Kathy Smallwood-Cook Beverley Callender Shirley Thomas 42,71                | Jamaica Leleith Hodges Jacqueline Pusey Juliet Cuthbert Merlene Ottey 42,73 |
| 4 × 400 m (14.08).         | RDA Gesine Walther Sabine Busch Marita Koch Dagmar Neubauer 3:19,73   | Checoslovaquia Taťána Kocembová Milena Matejkovicová Zuzana Moravčíková Jarmila Kratochvílová 3:20,32 | URSS Elena Korban Marina Jarlamova Irina Baskakova Maria Pinigina 3:21,16   |
| Heptatlón (09.08).         | Ramona Neubert RDA 6.714 pts.                                         | Sabine Paetz RDA 6.662 pts.                                                                           | Anke Vater RDA 6.532 pts.                                                   |

## Medallero
| Núm. | País           | Oro | Plata | Bronce | Total |
| ---- | -------------- | --- | ----- | ------ | ----- |
| 1    | RDA            | 10  | 7     | 5      | 22    |
| 2    | Estados Unidos | 8   | 9     | 7      | 24    |
| 3    | URSS           | 6   | 6     | 11     | 23    |
| 4    | Checoslovaquia | 4   | 3     | 2      | 8     |
| 5    | RFA            | 2   | 5     | 1      | 8     |
| 6    | Reino Unido    | 2   | 2     | 3      | 7     |
| 7    | Polonia        | 2   | 1     | 1      | 4     |
| 8    | Finlandia      | 1   | 1     | 1      | 3     |
| 8    | Italia         | 1   | 1     | 1      | 3     |
| 8    | Jamaica        | 1   | 1     | 1      | 3     |
| 11   | Australia      | 1   | 0     | 0      | 1     |
| 11   | Irlanda        | 1   | 0     | 0      | 1     |
| 11   | México         | 1   | 0     | 0      | 1     |
| 11   | Noruega        | 1   | 0     | 0      | 1     |
| 15   | Cuba           | 0   | 1     | 0      | 1     |
| 15   | España         | 0   | 1     | 0      | 1     |
| 15   | Etiopía        | 0   | 1     | 0      | 1     |
| 15   | Países Bajos   | 0   | 1     | 0      | 1     |
| 15   | Rumania        | 0   | 1     | 0      | 1     |
| 21   | Bulgaria       | 0   | 0     | 3      | 3     |
| 22   | Brasil         | 0   | 0     | 1      | 1     |
| 22   | China          | 0   | 0     | 1      | 1     |
| 22   | Grecia         | 0   | 0     | 1      | 1     |
| 22   | Marruecos      | 0   | 0     | 1      | 1     |
| 22   | Nigeria        | 0   | 0     | 1      | 1     |
|      | TOTAL          | 41  | 41    | 41     | 123   |